# Vergobretus
Vergobretus – najwyższy urzędnik w galijskim plemieniu Eduów, który posiadał uprawnienia równe królowi (mógł nawet decydować o życiu i śmierci swoich współplemieńców). Wybierano dwóch vergobreti na okres jednego roku. Eduowie       
stworzyli ten urząd wzorując się na urzędzie rzymskich konsulów.